# La banda della BMX
La banda della BMX (BMX Bandits) è un film del 1983 diretto da Brian Trenchard-Smith.
Film di produzione australiana in cui figura tra gli interpreti Nicole Kidman, all'epoca appena sedicenne. È stato girato in Australia, principalmente a Sydney e a Manly.

## Trama
Dopo una rapina andata a segno in una banca di Sydney, durante la quale i rapinatori indossano maschere da maiale e usano fucili a pompa, il capo della banda (The Boss) pianifica un colpo ancora più grande: una rapina alle buste paga, dal valore di almeno 1,5 milioni di dollari. Il boss conta sulla sua squadra, guidata da Whitey e Moustache, nonostante la loro scarsa competenza. Intanto due giovani appassionati di BMX, P.J. e Goose, conoscono Judy, che lavora come raccoglitrice di carrelli al Warringah Mall per potersi comprare una bici nuova. Dopo un incidente che la fa licenziare, i tre si imbattono casualmente in una cassa contenente walkie-talkie a onde della polizia, che erano destinati ai rapinatori. Senza saperlo, finiscono così nel mirino della banda.
I ragazzi vendono i walkie-talkie ad altri coetanei, mentre i criminali tentano di recuperarli e li inseguono in diverse occasioni, tra cui una fuga notturna in un cimitero e una spettacolare corsa acquatica sugli scivoli del Manly Waterworks con le loro biciclette. Alla fine i tre vengono arrestati, ma riescono a evadere e, con l’aiuto degli altri ragazzi del quartiere, organizzano un piano per sventare la rapina. Usando i walkie-talkie, individuano il luogo d’incontro dei rapinatori e riescono a bloccarli. The Boss, Whitey e Moustache tentano la fuga prendendo Judy in ostaggio, ma P.J. e Goose li inseguono e causano lo schianto del camion su cui viaggiavano. La polizia arresta i malviventi. Come ringraziamento, viene costruita una pista da BMX, dove i tre protagonisti vincono le principali gare inaugurali.